# Vega Sund
Vega Sund är ett sund i Grönland (Kungariket Danmark). Det ligger i den östra delen av Grönland, 1 500 km nordost om huvudstaden Nuuk.